# Coyolles
Coyolles é uma comuna francesa na região administrativa de Altos da França, no departamento de Aisne. Estende-se por uma área de 24,55 km². Em 2010 a comuna tinha 368 habitantes (densidade: 15 hab./km²).